# Dolmen de la Grotte aux Fées
Ne doit pas être confondu avec Grotte aux Fées, Grotte des Fées ou Le Creux es Faies.
Le dolmen de la Grotte aux Fées ou dolmen de Saint-Antoine-du-Rocher ou encore dolmen de Mettray est un monument mégalithique situé sur la commune française de Saint-Antoine-du-Rocher dans le département d'Indre-et-Loire. Par ses proportions, c'est le monument mégalithique le plus spectaculaire du département.

## Historique

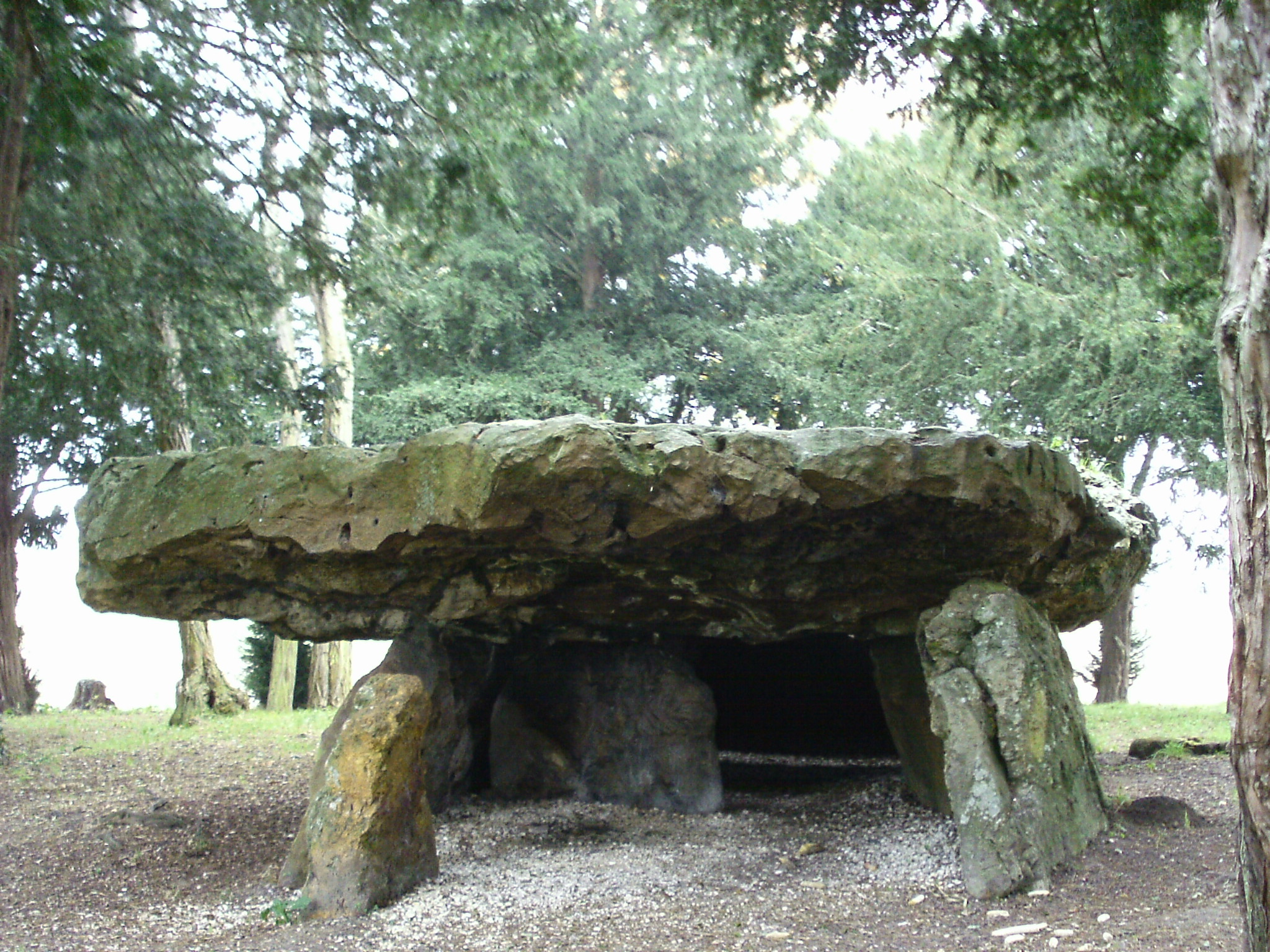
Entrée du dolmen.

Le dolmen est mentionné dès 1805 dans l'ouvrage Monuments celtiques de Cambry. En 1865, la Société archéologique de Touraine se propose de fouiller le dolmen, mais l'étude n'est jamais mise en œuvre. Joseph Gaurichon en donne la première description, très complète, au congrès préhistorique de Tours en 1910 à la suite des sondages qu'il y a réalisé la même année. Des ossements, des silex polis dont une hache « d'importation » et des fragments de poteries — certains sont ornementés de motifs simples — non datés sont alors récoltés mais semblent avoir été perdus depuis,.
L'ensemble mégalithique est classé au titre des monuments historiques par arrêté du 18 avril 1914 et le site de la Grotte aux Fées a été inscrit par arrêté en 1943. La commune de Saint-Antoine-du-Rocher est propriétaire du site. Au milieu des années 1980, le dolmen est consolidé car les supports des dalles de couverture ont tendance à s'incliner vers l'intérieur ; en outre, des feux sont régulièrement allumés dans le dolmen, ce qui fragilise ses pierres,.

## Description
Le dolmen se situe au lieu-dit le « Moulin de Réchaussé », au sud de la commune, en limite de Mettray, ce qui explique son appellation courante de dolmen de Mettray. Il est érigé sur le replat d'une pente descendant vers la vallée de la Choisille à l'est.

Plan schématique du dolmen.

C'est un grand dolmen rectangulaire de type angevin. Il mesure 11 m de long sur 4,50 m de large et 3 m de haut. La chambre (10 m de long sur 3 m de large) est délimitée par une dalle de chevet et trois orthostates de chaque côté. La chambre est segmentée intérieurement par une dalle transversale de 1,70 m de largeur formant cloison séparant l'espace funéraire, destiné à accueillir les corps des défunts, du vestibule. Cette dalle cloison a servi de polissoir mais les traces de polissage furent détruites par vandalisme au milieu des années 1960. Le vestibule comporte à l'entrée côté gauche, en léger décalage vers l'intérieur, un bloc dressé de 1,20 m de haut sur 1 m de large dont l'usage est indéterminé dès lors qu'il ne contribue pas à soutenir un autre bloc.
L'ensemble est recouvert de trois tables de couverture aux dimensions massives, de respectivement 4,80 m de large sur 1 m d'épaisseur, 3,20 m de large sur 1,80 m d'épaisseur et 3,20 m de large sur 0,90 m d'épaisseur et leur masse est estimée jusqu'à 65 t. Toutes les dalles du monument  sont en grès blanc éocène à l'exception de la table de couverture centrale et de trois orthostates qui sont en poudingue.
À l'origine, le dolmen était probablement recouvert d'un tumulus dont il ne reste aucun vestige en dehors d'un léger relief formant plate-forme (22 m de long sur 16 m de large) par rapport au sol environnant.
Comme la plupart des autres mégalithes d'Indre-et-Loire, le dolmen de la Grotte aux Fées semble avoir été érigé entre 2500 et 2000 av. J.-C..
Il est possible que le dolmen de la Grotte soit lié avec trois autres mégalithes disparus, un dolmen et deux menhirs situés à proximité, l'ensemble constituant ainsi un système mégalithique dont la Grotte aux Fées est l'élément principal.

## Légendes et traditions
Trois fées (comme le nombre de dalles de couverture) auraient bâti le dolmen en une seule nuit. Si quelqu'un en déplace les pierres, elles reprennent leur place dans la nuit-même et le responsable risque de mourir dans l'année. Une autre tradition veut que les fées aient élu domicile à l'intérieur du dolmen.